# Universitat de Virgínia
La Universitat de Virgínia (University of Virginia en anglès), també coneguda com a U.Va., UVA, Universitat del Sr. Jefferson o La Universitat, és una universitat pública estatunidenca situada a Charlottesville, a l'estat de Virgínia. Fou fundada per Thomas Jefferson el 1819. El campus està designat com Patrimoni de la Humanitat i és notable en la història dels Estats Units per ésser la primera a oferir títols en matèries com ara arquitectura, astronomia o filosofia. La seva facultat d'enginyeria i ciència aplicada fou la primera escola d'enginyeria als Estats Units associada a una universitat. A l'actualitat, la universitat es compon de vuit escoles de grau i tres escoles professionals: la Facultat de Dret, l'Escola Darden de Necocis i l'Escola de Medicina.

## Rànquings
- Al Rànquing de Xangai de 2024 la universtat està classificada entre la 201 i la 300 del món.[2]
- Al CWTS Leiden Ranking de 2024 està classificada en el lloc 213 del món, en el 60è d'Amèrica del nord i el 49è dels Estats Units.[3]
- Al QS World University Rankings de 2025 està classificada en el lloc 297 del món.[4]
- Al Times Higher Education Ranking de 2025 està classificada en el lloc 163 del món.[5]
- Al rànquing America's Top Colleges de Forbes de 2025 està classificada en el lloc 34 dels Estats Units i en el 7è lloc entre les universitats públiques.[6]
- Al rànquing que publica l'U.S. News & World Report de 2025 està classificada en el lloc 34 dels Estats Units i en el 4t entre les universitats públiques.[7]

## Organització

### Facultats
La Universitat compta amb dotze facultat, anomenades Escoles o College:
- Escola d'Arquitectura, fundada el 1954.[8]
- College d'Arts i Ciències, fundada el 1824.[9]
- Escola Darden de Negocis, fundada el 1954.[10]
- Escola McIntire de Comerç, fundada el 1921.[11]
- Escola de Formació Contínua i Professional, fundada el 1915 i que forma professionals com a part de la seva feina.[12]
- Escola de Ciència de les dades, fundada el	2019.[13]
- Escola d'Educació i Desenvolupament humà, fundada el 1905.[14]
- Escola d'Enginyeria i Ciències Aplicades, fundada el 1836.[15]
- Escola de Dret, fundada el 1819.[16]
- Escola Frank Batten de Lideratge i Polítiques Públiques, fundada el 2007.[17]
- Escola de Medicina, fundada el 1819.[18]
- Escola d'Infermeria, fundada el 1901.[19]

## Campus

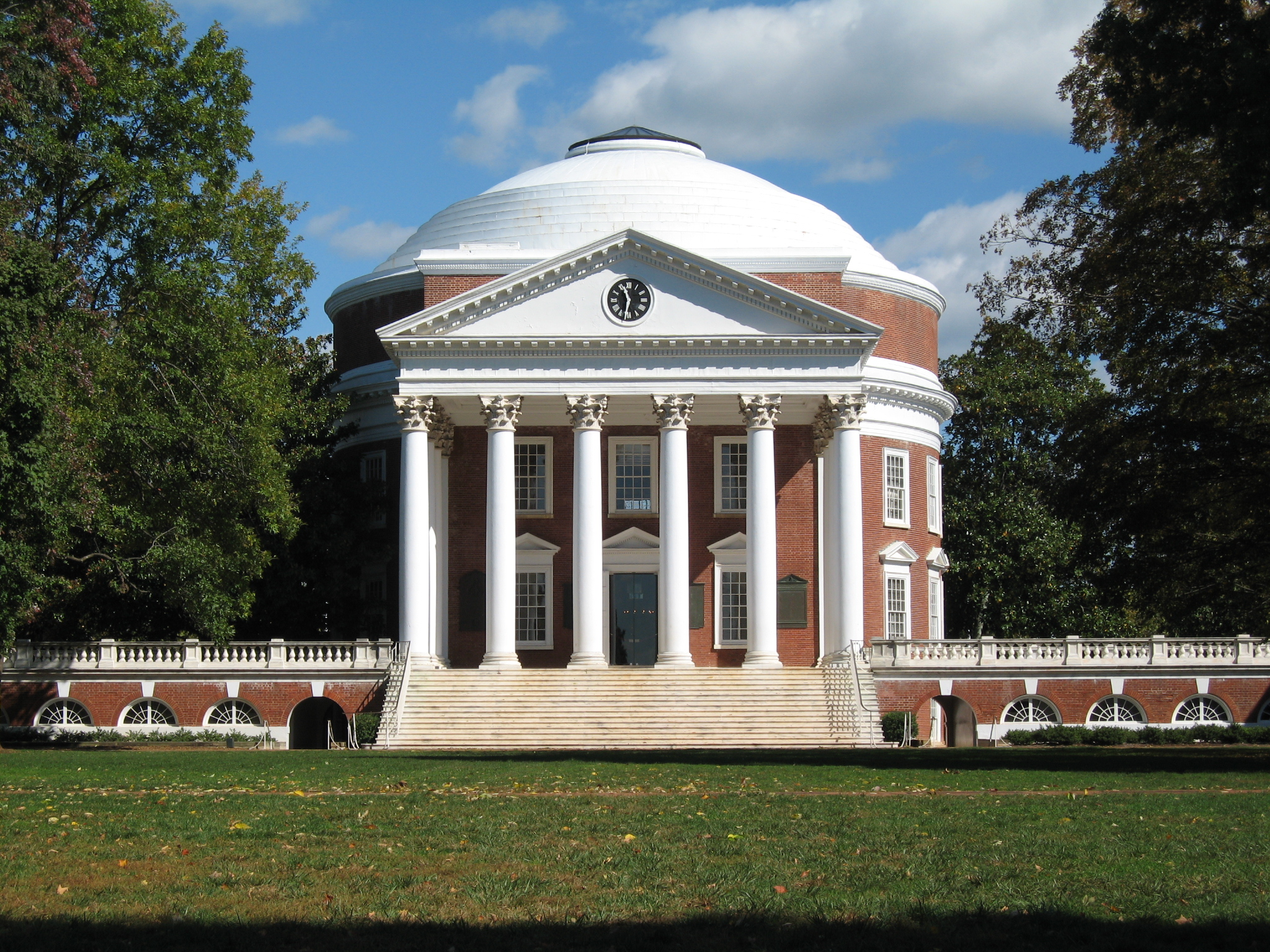
La Rotonda, vista des de l'anomenat The Lawn.

El campus de la Universitat de Virgínia, conegut com the Grounds, es troba a cavall entre la ciutat de Charlottesville i el comtat d’Albemarle. La universitat també posseeix 227 hectàrees al nord del campus a North Fork i 1.178,9 més al sud-est de la ciutat a Morven Farm. A més, està en procés de construir un campus al nord de Virgínia, a Fairfax.

## Codi d'honor
La universitat es regeix per un codi d'honor, conegut com a Sistema d'Honor, que està totalment controlat pels estudiants mateixos. El Sistema va ser fundada per estudiants de Virgínia l'any 1842 després que John A. G. Davis, professor de dret i president de la facultat, que intentava resoldre un conflicte entre estudiants, fos mort a trets.
Un estudiant es considera honest i honrat i es comporta educadament sempre. Un estudiant mai no menteix, roba ni fa trampes, tant en la vida acadèmica com personal. Aquest sistema permet als professors de lliurar exàmens o treballs a fer fora de classe, encara que sigui interdit de tenir ajuda de llibres o d'altres estudiants. Els alumnes el compleixen sempre, i tornen els treballs signats amb la frase "Pel meu honor d'estudiant que no he donat ni rebut ajuda en la realització d'aquest treball/examen" (On my honor as a student, I have neither given nor received aid on this assignment/examination). Aquest sistema d'honor també permet que en les botigues i menjadors de la universitat els estudiants comprin tot el que vulguin, amb la total seguretat que així ho faran. Ara bé, una sola falta al sistema d'honor que pugui ésser confirmada significa l'expulsió immediata de la universitat, sense cap possibilitat de tornar a ser readmès, i un error en l'expedient és difícil de superar davant d'altres institucions i companyies dels Estats Units.

## Història

### Segle XIX
El 1802, mentre exercia de president dels Estats Units, Thomas Jefferson va escriure a l'artista Charles Willson Peale que el seu concepte de la nova universitat seria "en una escala més extensa i liberal que la que les nostres circumstàncies exigirien i les nostres facultats podrien afrontar", i fins i tot podria atraure estudiants talentosos d'"altres estats perquè vinguessin i beguessin de la copa del coneixement". Virginia ja acollia el College of William & Mary a Williamsburg, però Jefferson va perdre tota confiança en la seva alma mater, en part a causa de la seva naturalesa religiosa—requeria que tots els seus estudiants recitessin una catequesi—i inhibició de les ciències. Jefferson havia florit sota els professors de William & Mary, William Small i George Wythe, dècades abans, però el college es trobava en un període de gran declivi, i la seva preocupació es va fer tan greu cap al 1800 que va expressar al químic britànic Joseph Priestley: "Tenim en aquest estat una universitat prou ben dotada com per treure la misèria a la qual una misèria de constitució l'ha condemnat". Aquestes paraules es farien realitat setanta anys més tard quan William & Mary fes fallida econòmicament després de la Guerra Civil i el college de Williamsburg acabés tancant el 1881, per ser posteriorment revifat com una petita universitat per a mestres i fins a recuperar el seu estatus d'universitat més endavant al segle xx. Jefferson va imaginar que la seva nova universitat seria "basada en la llibertat il·limitada de la ment humana. Perquè aquí no tenim por de seguir la veritat allà on ens porti, ni de tolerar cap error mentre la raó sigui lliure per combatre'l".
El 1817, tres presidents (Jefferson, James Monroe i James Madison) i el jutge en cap de la Cort Suprema dels Estats Units, John Marshall, es van reunir amb altres 24 dignataris a una trobada celebrada a la Mountain Top Tavern de Rockfish Gap. Després d'alguns deliberaments, van triar la ciutat de Charlottesville com a lloc per a la nova Universitat de Virgínia. El Consell de Visitants de la UVA va comprar fora de Charlottesville una granja que havia estat propietat de James Monroe. El 25 de gener de 1819, la Commonwealth de Virgínia va emetre la carta fundacional d'una nova universitat d'estatus destacat per ser establerta en aquest lloc de Charlottesville.
John Hartwell Cocke va col·laborar amb James Madison, Monroe i Joseph Carrington Cabell per fer realitat el somni de Jefferson d'establir la universitat. Cocke i Jefferson van ser nomenats membres del comitè de construcció per supervisar l'obra. L'Oficina d'Oportunitats Iguals i Drets Civils de la UVA continua "buscant oportunitats per comprometre's i reconèixer amb respecte que vivim, aprenem i treballem en [el que un cop va ser] el territori de la Nació Monacan". Com molts altres col·legis contemporanis, la universitat posseïa esclaus que van ajudar a construir el campus. També van servir als estudiants i professors. Les primeres classes de la universitat es van iniciar el 7 de març de 1825.
A diferència d'altres universitats de l'època, on es podia estudiar medicina, dret o teologia, els primers estudiants de la Universitat de Virgínia podien estudiar en una o més de les vuit escoles independents: medicina, dret, matemàtiques, química, llengües antigues, llengües modernes, filosofia natural i filosofia moral. Una altra innovació de la nova universitat va ser que l'educació superior es separaria de la doctrina religiosa. La UVA no tenia una escola de teologia, es va establir de manera independent de qualsevol secta religiosa, i els terrenys es van planejar i centrar en una biblioteca, la Rotunda, més que en una església, diferenciant-se així d'altres universitats que encara funcionaven principalment com a seminaris per a una particular branca del protestantisme o una altra. Jefferson va opinar al filòsof Thomas Cooper que "una càtedra de teologia no hauria de tenir cabuda a la nostra institució", i mai no n'ha existit cap. Inicialment, la universitat atorgava dos títols: Grau, a un estudiant que havia completat els cursos d'una escola, i Doctor, a un graduat de més d'una escola que havia demostrat capacitats investigadores.
Jefferson va estar íntimament implicat a la universitat fins al final de la seva vida, organitzant dinars dominicals a la seva casa de Monticello per a professors i estudiants. Jefferson considerava la fundació de la universitat tan important i amb tant potencial que la va incloure entre els seus més grans assoliments i va insistir que la seva tomba mencionés només el seu estatus com a autor de la Declaració d'Independència i de l'Estatut de Virgínia per a la Llibertat Religiosa, i com a pare de la Universitat de Virgínia. Així, va evitar esmentar els seus èxits nacionals, com la Compra de Luisiana i altres aspectes de la seva presidència, en favor del seu paper a la jove universitat.
Inicialment, alguns dels estudiants que arribaven a la universitat s'ajustaven a la imatge comuna d'aquells temps dels estudiants universitaris: aristòcrates rics i mimats amb un sentit de privilegi que sovint portava a baralles o, fins i tot, a coses pitjors. Això va ser una font de frustració per a Jefferson, que va reunir els estudiants durant el primer any de l'escola, el 3 d'octubre de 1825, per criticar aquest comportament; però estava tan impactat que no va poder parlar. Més tard va descriure aquest moment com "l'esdeveniment més dolorós" de la seva vida.
Tot i que la freqüència d'aquesta mena de comportament irresponsable va disminuir després de l'expressió de preocupació de Jefferson, no va desaparèixer completament. Com moltes universitats i col·legis, va experimentar aldarulls estudiantils habituals, que van culminar amb l'assassinat a trets del professor John A. G. Davis, president de la facultat, l'any 1840. Aquest esdeveniment, conjuntament amb el nou Sistema d'Honor de la UVA i la creixent popularitat de la temprança i l'augment de l'afiliació religiosa en la societat en general, sembla que va acabar provocant un canvi permanent en les actituds dels estudiants pel que fa a la denúncia del mal comportament, de manera que aquell comportament que tant havia molestat Jefferson finalment va desaparèixer.
L'any de la mort de Jefferson, 1826, el poeta Edgar Allan Poe es va matricular a la universitat, on va destacar en llatí. La Raven Society, una organització anomenada pel poema més famós de Poe, continua mantenint la sala 13 West Range, l'habitació que Poe va ocupar durant el semestre únic que va assistir a la universitat. Va marxar per dificultats econòmiques. L'Escola d'Enginyeria i Ciència Aplicada va obrir l'any 1836, fent de la UVA la primera universitat completa a obrir una escola d'enginyeria.
A diferència de la majoria de les universitats del Sud, la universitat va mantenir les portes obertes durant la Guerra Civil, malgrat que el seu estat va veure més vessament de sang que qualsevol altre i la conscripció gairebé al 100% dels estats del sud. Després de la derrota total de Jubal Early a la Batalla de Waynesboro, Charlottesville va ser lliurement rendida a les forces de la Unió per evitar un bany de sang massiu, i els professors de la UVA van convèncer George Armstrong Custer perquè preservés la universitat de Jefferson. Tot i que les tropes de la Unió van acampar a la Lawn i van danyar molts dels pavellons, els homes de Custer van marxar al cap de quatre dies sense que es produís cap vessament de sang, i la universitat va poder tornar a la seva missió educativa. Tanmateix, un nombre extremament alt d'oficials tant de la Confederació com de la Unió eren antics alumnes. Fins aleshores, s'estima que la UVA havia format uns 1.481 oficials de l'Exèrcit Confederat, incloent-hi quatre generals majors, vint-i-un generals de brigada i seixanta-set coronels de deu estats diferents. John S. Mosby, l'anomenat "Fantasma gris", comandant de la unitat de cavalleria de gran velocitat del 43è Batalló de Rangers de Virgínia, també havia estat estudiant de la UVA.

Gràcies a una subvenció de la Commonwealth de Virgínia, les matrícules van ser gratuïtes per a tots els residents de Virgínia l'any 1875. Durant aquest període, la Universitat de Virgínia va mantenir-se única en el sentit que no tenia president i no exigia un currículum obligatori als seus estudiants, que sovint estudiaven i obtenien títols de diverses escoles. No obstant això, la universitat també estava experimentant dificultats creixents. Quan la Rotunda original es va cremar i va quedar destruïda el 1895, aviat es van produir canvis profunds, molt més enllà de simplement reconstruir la Rotunda el 1899.

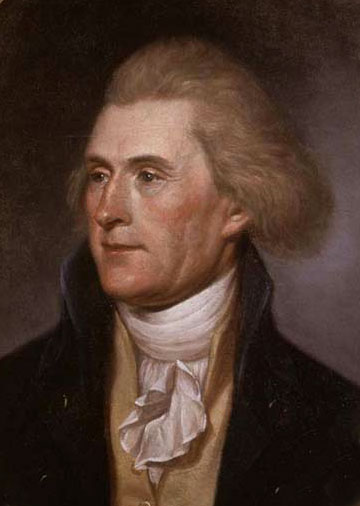
Thomas Jefferson, el fundador de la universitat, per Charles Willson Peale (1791)

### Segle XX
Jefferson havia decidit originalment que la Universitat de Virgínia no tindria president. En lloc d'això, aquest poder hauria de ser compartit entre un rector i la Junta de Visitants. Però a mesura que el segle XIX s'acostava a la seva fi, es va fer evident que aquest sistema feixuc no podia gestionar adequadament les nombroses tasques administratives i de recaptació de fons de la universitat en creixement. Edwin Alderman, que acabava de traslladar-se del seu càrrec com a president de la UNC-Chapel Hill des de 1896 per convertir-se en president de la Universitat Tulane el 1900, va acceptar una oferta com a president de la Universitat de Virgínia el 1904. El seu nomenament no va estar exempt de controvèrsia, i mitjans de comunicació nacionals com Popular Science van lamentar la fi d'una de les coses que feia única la UVA entre les universitats.
Alderman va romandre 27 anys i es va fer conegut com un prolífic recaptador de fons, un orador de renom i un conseller proper al president dels Estats Units i antic alumne de la UVA, Woodrow Wilson. Va afegir significativament al Hospital Universitari per donar suport a llits per a pacients nous i a la recerca en salut pública, i va ajudar a crear departaments de geologia i silvicultura, l'Escola d'Educació i Desenvolupament Humà (originalment l'Escola d'Educació Curry), l'Escola McIntire de Comerç, i els programes d'escola d'estiu en què la jove Georgia O'Keeffe va participar. Potser la seva gran ambició va ser la recaptació de fons i la construcció d'una biblioteca d'una escala de milions de llibres, molt més gran del que la Rotunda podia suportar. Retardada per la Gran Depressió, la Biblioteca Alderman va ser inaugurada el 1938 en el seu honor. Alderman, que set anys abans havia mort en el càrrec mentre es dirigia a fer un discurs públic a la Universitat d'Illinois a Urbana–Champaign, segueix sent el president de la universitat amb més anys de mandat.
El 1904, la UVA va ser la primera universitat al sud de Washington, D.C. a ser elegida per formar part de l'Associació de Universitats Americanes. Després d'una donació d'Andrew Carnegie el 1909, la Universitat de Virgínia es va organitzar en vint-i-sis departaments a través de sis escoles, incloent-hi l'Escola d'Enginyeria Andrew Carnegie, l'Escola de Dret James Madison, l'Escola de Dret Internacional James Monroe, l'Escola d'Economia Política James Wilson, l'Escola d'Anglès Edgar Allan Poe, i l'Escola de Patologia Walter Reed. Els noms honorífics històrics d'aquestes escoles – algunes de les quals continuen com a escoles modernes de la universitat – ja no s'utilitzen.
El desembre de 1953, la Universitat de Virgínia es va unir a la Conferència de la Costa Atlàntica per a l'atletisme. En aquell moment, la UVA tenia un programa de futbol americà que acabava d'aconseguir ser classificat nacionalment el 1950, 1951 i 1952, i batia constantment els seus rivals, Carolina del Nord i Virginia Tech, amb resultats com 34-7 i 44-0. Altres esports també eren molt competitius. Tanmateix, l'administració de Colgate Darden va restar importància a l'atletisme, retallant el finançament del departament i decidint no unir-se a la ACC abans que la Junta de Visitants desestimés aquesta decisió. Va caldre esperar fins als anys 80 perquè la majoria dels programes d'atletisme es recuperessin completament, però a l'arribar l'any 2000, UVA va tornar a ser un dels programes esportius més reeixits en una àmplia gamma d'esports, aconseguint títols nacionals de la NCAA en diferents disciplines; el 2020, va guanyar per segon cop la Capital One Cup pel conjunt d'excel·lència en l'atletisme dels programes esportius masculins.
La UVA va establir un col·legi universitari el 1954, conegut avui com el Col·legi de la Universitat de Virgínia a Wise. La Universitat George Mason i la Universitat Mary Washington solien ser campus satèl·lits, però ara són universitats independents que ja no estan administrades per la Universitat de Virgínia.
El Village Acadèmic i la proximitat de Monticello es van convertir en un conjunt de llocs Patrimoni de la Humanitat el 1987. Juntament amb el Parc Nacional dels Volcans de Hawai'i i el Parc Nacional de la Cultura de Chaco, van ser el quinzè, setzè i dissetè llocs dels Estats Units designats com a culturalment significatius pels interessos globals de la humanitat, després de la història de la llibertat i el Parc Nacional de Yosemite tres anys abans. Com a tal, la UVA posseeix els únics terrenys d'una universitat nord-americana que són protegits internacionalment per l'Organització de les Nacions Unides per a l'Educació, la Ciència i la Cultura (UNESCO).

### Integració, coeducació i dissidència estudiantil
La Universitat de Virgínia va admetre algunes dones seleccionades als estudis de postgrau a finals dels anys 1890 i a certs programes com infermeria i educació durant els anys 1920 i 1930. El 1944, el Mary Washington College a Fredericksburg, Virgínia, es va convertir en la Divisió d'Arts i Ciències de Grau de Dones de la Universitat. Amb aquest campus filial a Fredericksburg exclusivament per a dones, la UVA va mantenir el seu campus principal a Charlottesville gairebé exclusivament per a homes fins que una denúncia per violació dels drets civils als anys 60 va obligar la coeducació. El 1970, el campus de Charlottesville va deixar de segregar per sexe i el 1972 el Mary Washington College es va convertir en una universitat estatal independent. Quan va arribar la primera classe femenina, 450 dones de grau van ingressar a la UVA, representant el 39% dels estudiants de grau, mentre que el nombre d'homes admesos va romandre constant. El 1999, les dones constituïen una majoria del 52% de l'estudiantat total.
La universitat va admetre el seu primer estudiant negre, Gregory Swanson, després que aquest mateix interposés una denúncia judicial contra la universitat el 1950. Després de la seva exitosa demanda, uns quants estudiants negres de postgrau i programes professionals van ser admesos durant els anys 1950, tot i que no es va admetre cap estudiant negre de grau fins al 1955, i la UVA no es va integrar completament fins als anys 60. Quan Walter Ridley va graduar-se amb un doctorat en educació, va ser la primera persona negra a graduar-se de la UVA. El Fons de Beques Ridley de la UVA porta el seu nom.
La lluita per la integració i la coeducació va arribar al primer pla, especialment a finals dels anys 60, fins a la Vaga de Maig de 1970, en què els estudiants van protestar per un nombre més gran d'estudiants negres, l'accés igualitari a la matrícula d'UG per a dones de grau, la sindicalització dels empleats, i en contra de la presència de policies armats de la universitat i reclutadors d'agències governamentals com la CIA i l'FBI als terrenys.

### Segle XXI
A causa d’una disminució contínua en el finançament estatal per a la universitat, actualment només el 6% del seu pressupost prové de la Commonwealth de Virgínia. Una iniciativa de Carta va ser signada pel llavors governador Mark Warner el 2005, negociada amb la universitat per tal d’obtenir una major autonomia en els seus propis assumptes a canvi d’acceptar aquesta disminució del suport financer.
La universitat va donar la benvinguda a Teresa A. Sullivan com a primera presidenta l'any 2010. Només dos anys després, la primera rectora de la universitat, Helen Dragas, va promoure una renúncia forçada per destituir la presidenta Sullivan. L’intent de destitució va provocar un vot de no confiança del Senat de la facultat contra la rectora Dragas i demandes del govern estudiantil per obtenir una explicació. Davant la creixent pressió, incloses les amenaces d’alumnes de deixar de contribuir econòmicament, i un mandat del llavors governador Robert McDonnell per resoldre la qüestió o afrontar la destitució de tot el Consell de Visitants, el consell va restablir per unanimitat la presidenta Sullivan. El 2013 i el 2014, el consell va aprovar nous estatuts que feien més difícil destituir una presidenta i possible destituir una rectora.
El novembre del 2014, la universitat va suspendre les funcions de fraternitats i sororitats mentre investigava un article de la revista Rolling Stone sobre un suposat cas de violació, que més tard es va determinar que era una farsa després que la història fos confirmada com a falsa per una investigació de The Washington Post. La universitat, no obstant això, va implementar noves normes prohibint "begudes preparades amb antelació, ponxos o qualsevol altra font comuna d'alcohol", com barrils de cervesa, i va requerir que membres de la fraternitat “sobris i lúcids” vigilessin totes les festes. L’abril de 2015, Rolling Stone va retractar completament l’article després que l’Escola de Periodisme de Columbia publiqués un informe molt crític sobre l’“anatomia d’un fracàs periodístic” de l’autora. Fins i tot abans de la publicació de l’informe de la Universitat de Colúmbia, la història de Rolling Stone havia estat nomenada l’“Error de l’Any” per l’Institut Poynter. La fraternitat de Phi Kappa Psi de la UVA va arribar a un acord en una demanda per difamació contra Rolling Stone i va rebre 1,65 milions de dòlars.
L'agost de 2017, la nit abans de la famosa marxa Unite the Right, un grup de nacionalistes blancs, no estudiants i majoritàriament no residents a Virgínia, van desfilar pel pati de la universitat amb torxes i cridant eslògans antisemites i nazis després que la ciutat de Charlottesville decidís retirar totes les estàtues confederades de la ciutat, inclosa una que representava Robert E. Lee. Van ser confrontats per estudiants que protestaven davant l’estàtua de Thomas Jefferson davant de la Rotonda, on es va produir una baralla.
James E. Ryan, graduat de la Facultat de Dret de la Universitat de Virgínia, es va convertir en el novè president de la universitat l’agost del 2018. El seu primer acte després de la inauguració va ser anunciar que els estudiants de grau de l’estat, provinents de famílies amb ingressos inferiors a 80.000 dòlars anuals, rebrien beques completes per cobrir la matrícula, i aquells de famílies amb ingressos inferiors a 30.000 dòlars també rebrien allotjament i manutenció gratuïts. Ryan havia estat anteriorment degà de l’Escola d’Educació de Harvard.
La nit del 13 de novembre de 2022, tres estudiants van morir i dos més van resultar ferits en un tiroteig en un autobús de xàrter que tornava al campus després d’una sortida de classe a Washington, D.C. Tots tres morts eren membres de l’equip de futbol americà dels Virginia Cavaliers, i el presumpte autor del tiroteig havia estat breument membre de l’equip durant la temporada de 2018.

## Personalitats destacades

### Antics alumnes
Categoria principal: Alumnes de la Universitat de Virgínia
A desembre de 2014, la Universitat de Virgínia comptava amb uns 221.000 graduats vius, i s'estima que han posat en marxa 65.000 empreses, que al seu torn ha tingut una repercussió en la creació d'uns 2,3 milions de llocs de feina a tot el món, generant uns ingressos globals per valor d'1,6 bilions de dòlars anuals.
Vuit astronautes i directors de llançament de la NASA són antics alumnes: Karl Gordon Henize, Bill Nelson, Thomas Marshburn, Leland Melvin, Jeff Wisoff, Kathryn Thornton, Patrick Forrester; i Michael Leinbach.
El Premi Pulitzer ha estat atorgat a vuit antics alumnes: Edward P. Jones, Ron Suskind, Virginius Dabney, Claudia Emerson, Henry Taylor, Lane DeGregory, George Rodrigue i Michael Vitez.
Els líders governamentals inclouen el 28è president dels Estats Units, Woodrow Wilson, l'antic conseller especial i director de l'FBI Robert Mueller. El secretari General de l'OTAN, Javier Solana. El president de la Cambra de Representants del Congrés dels Estats Units, Robert M. T. Hunter. Els senadors estat-unidencs Harry Byrd, Robert F. Kennedy i Ted Kennedy. El primer president afroamericà de la Cort Suprema de Virgínia, Leroy Hassell. El vicerector del Tribunal de Cancelleria de Delaware, J. Travis Laster. Els jutges del Tribunal Suprem dels Estats Units, Howell Edmunds Jackson, James Clark McReynolds i Stanley Forman Reed. El president del Tribunal Suprem d'Israel, Asher Grunis. El primer ministre i president de la Primera República de la Xina, Yan Huiqing. I quinze governadors de l'estat de Virgínia i quinze governadors d'altres estats i territoris dels Estats Units d'Amèrica.
A més a més, el grup d'antics alumnes també inclou: el pioner de les ciències de la computació John W. Backus. L'explorador polar Richard E. Byrd. Els científics Walter Reed, Stuart Schreiber, Daniel Barringer, Richard Lutz i Francis Collins. Els artistes Edgar Allan Poe i Georgia O'Keeffe. Els músics Stephen Malkmus i Boyd Tinsley. El multimilionari fet a si mateix Paul Tudor Jones. Els presentadors de notícies Katie Couric i Brit Hume. Els actors Tina Fey i Benjamin McKenzie. Els capitans de l'equip olímpic dels EUA John Harkes, Dawn Staley i Claudio Reyna. Els jugador de l'NBA Ralph Sampson i Malcolm Brogdon. Les dues vegades campiones de la Copa del Món Femenina de la FIFA, Becky Sauerbrunn, Emily Sonnett i Morgan Brian; i l'actor de doblatge Sam Riegel.

### Antics alumnes ficticis
- Joey Berglund, personatge de la novel·la Freedom de Jonathan Franzen.
- Biff Loman, personatge de l'obra de teatre Mort d'un viatjant d'Arthur Miller.
- Elizabeth McCord, interpretada per Téa Leoni, i Henry McCord, interpretat per Tim Daly, a la sèrie de televisió Madam Secretary.
- Clarice Starling, protagonista de les novel·les The Silence of the Lambs i Hannibal de Thomas Harris, i les adaptacions cinematogràfiques El silenci dels anyells, interpretada per Jodie Foster, i Hannibal, interpretada per Julianne Moore.
- Gina Toscano, interpretada per Jorja Fox, a la sèrie de televisió The West Wing.